# Club cycliste Villeneuve Saint-Germain
Le Club cycliste Villeneuve Saint-Germain (CC Villeneuve Saint-Germain) est un club de cyclisme français. Basé en Picardie, il évoluait en Division nationale 1 entre 2010 et 2019 et est maintenant en Division nationale 3.

## Histoire de l'équipe
Cette équipe fut créée en 1979. En 2020, l'équipe de DN1 disparaît pour des raisons budgétaires.

## Championnats nationaux
- Championnats de Grèce sur route : 1
  - Course en ligne : 2015 (Polychrónis Tzortzákis)

## Saisons précédentes

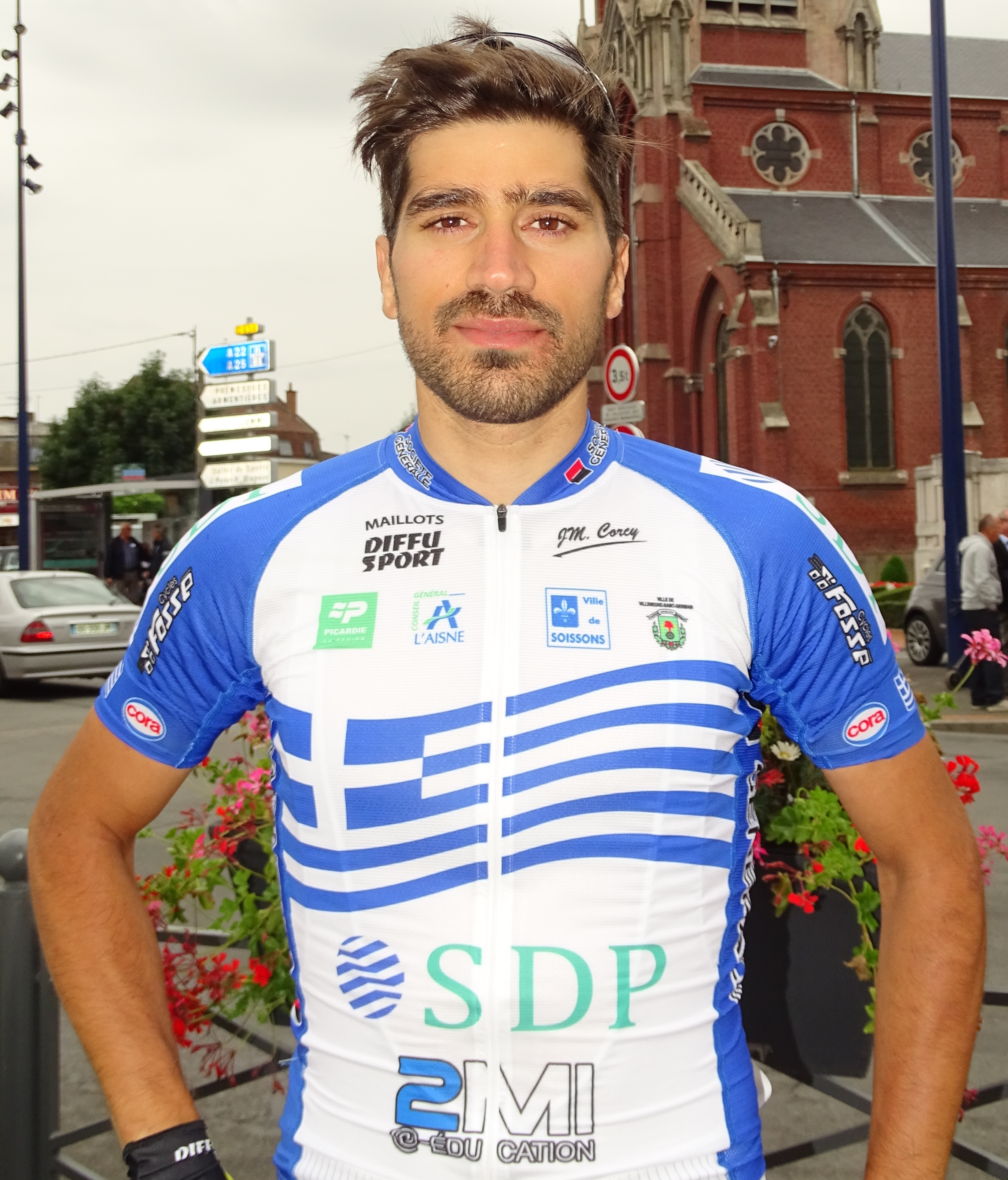
Polychrónis Tzortzákis arborant son maillot de champion de Grèce sur route lors du Grand Prix de la ville de Pérenchies 2015.

## CC Villeneuve Saint-Germain en 2018[2]

### Effectif
| Cycliste             | Date de naissance | Nationalité | Équipe 2017                         |  |
| -------------------- | ----------------- | ----------- | ----------------------------------- |  |
| Alexis Bodiot        | 3 mai 1988        | France      | VC amateur Saint-Quentin            |  |
| Joris Ducrocq        | 18 octobre 1990   | France      | UV Aube-Club Champagne Charlott'    |  |
| Quentin Ducrocq      | 22 septembre 1992 | France      | UV Aube-Club Champagne Charlott'    |  |
| Maxime Eloy          | 28 avril 1999     | France      | CC Villeneuve Saint-Germain juniors |  |
| Charles Hancké       | 8 mai 1997        | France      | CC Villeneuve Saint-Germain         |  |
| Uladzimir Harakhavik | 21 janvier 1995   | Biélorussie | Overall Cycling Team                |  |
| Vincent Louiche      | 18 juillet 1992   | France      | VC Toucy                            |  |
| Valentin Richard     | 6 juillet 1996    | France      | CC Villeneuve Saint-Germain         |  |
| Guillaume Sergent    | 4 décembre 1997   | France      | SC Boulonnais                       |  |
| David Skrzypczak     | 27 juin 1984      | France      | AC Bourthes                         |  |
| Guillaume Soufflet   | 1er février 1996  | France      | VCA du Bourget                      |  |
| Gwénnaël Tallonneau  | 5 octobre 1989    | France      | CC Villeneuve Saint-Germain         |  |
| Guillaume Vicek      | 10 mai 1997       | France      | CC Nogent-sur-Oise                  |  |
| Dorian Zehnich       | 3 avril 1996      | France      | CC Villeneuve Saint-Germain         |  |

### Victoires
Aucune victoire UCI.

## Anciens coureurs
- Fabien Bacquet
- Nicolas Bazin
- Alexis Bodiot
- Alexis Caresmel
- Dany Maffeïs
- Camille Thominet
- Quentin Tanis
- Uladzimir Harakhavik
- Joni Kanerva
- Colin Heiderscheid
- Gert Jõeäär
- Alo Jakin
- Risto Raid
- Oskar Nisu
- Norman Vahtra
- Bjorn De Decker
- Maxime Farazijn
- Yves Ngue Ngock
- Charálampos Kastrantás
- Polychrónis Tzortzákis
- Alex Wohler
- Ariya Phounsavath